# Antichloris metallica
Antichloris metallica är en fjärilsart som beskrevs av Rothschild 1912. Antichloris metallica ingår i släktet Antichloris och familjen björnspinnare. Inga underarter finns listade i Catalogue of Life.